# Tom Gola
Thomas Joseph Gola, detto Tom (Filadelfia, 13 gennaio 1933 – Meadowbrook, 26 gennaio 2014), è stato un cestista e allenatore di pallacanestro statunitense, professionista nella NBA.

## Carriera
Venne selezionato dai Philadelphia Warriors come scelta territoriale del Draft NBA 1955.

## Statistiche

### NBA

#### Regular Season
| Anno       | Squadra          | PG  | PT | MP   | TC%  | 3P% | TL%  | RP   | AP  | PRP | SP | PP   |
| ---------- | ---------------- | --- | -- | ---- | ---- | --- | ---- | ---- | --- | --- | -- | ---- |
| 1955-1956† | Philad. Warriors | 68  | -  | 34,5 | 41,2 | -   | 73,3 | 9,1  | 5,9 | -   | -  | 10,8 |
| 1957-1958  | Philad. Warriors | 59  | -  | 36,0 | 41,5 | -   | 74,6 | 10,8 | 5,5 | -   | -  | 13,8 |
| 1958-1959  | Philad. Warriors | 64  | -  | 36,5 | 40,1 | -   | 78,7 | 11,1 | 4,2 | -   | -  | 14,1 |
| 1959-1960  | Philad. Warriors | 75  | -  | 38,3 | 43,3 | -   | 79,4 | 10,4 | 5,5 | -   | -  | 15,0 |
| 1960-1961  | Philad. Warriors | 74  | -  | 36,6 | 44,7 | -   | 74,7 | 9,4  | 3,9 | -   | -  | 14,2 |
| 1961-1962  | Philad. Warriors | 60  | -  | 41,0 | 42,1 | -   | 76,5 | 9,8  | 4,9 | -   | -  | 13,7 |
| 1962-1963  | S.F. Warriors    | 21  | -  | 39,1 | 45,7 | -   | 75,8 | 7,0  | 3,5 | -   | -  | 13,0 |
| 1962-1963  | N.Y. Knicks      | 52  | -  | 35,5 | 46,0 | -   | 78,4 | 7,1  | 4,3 | -   | -  | 12,0 |
| 1963-1964  | N.Y. Knicks      | 74  | -  | 29,1 | 42,9 | -   | 72,6 | 6,3  | 3,5 | -   | -  | 9,1  |
| 1964-1965  | N.Y. Knicks      | 77  | -  | 22,4 | 44,8 | -   | 73,9 | 4,1  | 2,9 | -   | -  | 7,0  |
| 1965-1966  | N.Y. Knicks      | 74  | -  | 15,2 | 45,0 | -   | 78,1 | 3,9  | 2,6 | -   | -  | 4,4  |
| Carriera   | Carriera         | 698 | -  | 32,3 | 43,1 | -   | 76,0 | 8,0  | 4,2 | -   | -  | 11,3 |

#### Playoffs
| Anno     | Squadra          | PG | PT | MP   | TC%  | 3P% | TL%  | RP   | AP  | PRP | SP | PP   |
| -------- | ---------------- | -- | -- | ---- | ---- | --- | ---- | ---- | --- | --- | -- | ---- |
| 1956†    | Philad. Warriors | 10 | -  | 36,0 | 35,5 | -   | 78,3 | 10,1 | 5,8 | -   | -  | 12,3 |
| 1958     | Philad. Warriors | 8  | -  | 40,9 | 33,0 | -   | 74,5 | 10,5 | 4,0 | -   | -  | 13,8 |
| 1960     | Philad. Warriors | 9  | -  | 37,8 | 41,2 | -   | 80,6 | 10,6 | 5,6 | -   | -  | 12,6 |
| 1961     | Philad. Warriors | 3  | -  | 42,3 | 20,6 | -   | 75,0 | 12,3 | 5,0 | -   | -  | 9,7  |
| 1962     | Philad. Warriors | 9  | -  | 35,1 | 27,1 | -   | 76,0 | 8,2  | 2,7 | -   | -  | 6,3  |
| Carriera | Carriera         | 39 | -  | 37,7 | 33,6 | -   | 77,1 | 10,0 | 4,6 | -   | -  | 11,1 |

## Palmarès

### Giocatore
- Campione NIT (1952)
- MVP NIT (1952)
- Campione NCAA (1954)
- NCAA Final Four Most Outstanding Player (1954)
- 3 volte NCAA AP All-America First Team (1953, 1954, 1955)
- Campionato NBA: 1

Philadelphia Warriors: 1956
- All-NBA Second Team (1958)
- 5 volte NBA All-Star (1960, 1961, 1962, 1963, 1964)